# Verein für Bewegungsspiele Lübeck von 1919 1999-2000
Questa voce raccoglie le informazioni riguardanti il Verein für Bewegungsspiele Lübeck von 1919 nelle competizioni ufficiali della stagione 1999-2000.

## Stagione
Nella stagione 1999-2000 il Lubecca, allenato da Uwe Erkenbrecher, concluse il campionato di Regionalliga nord al 2º posto. In Coppa di Germania il Lubecca fu eliminato al secondo turno dall'Hannover 96.

## Rosa
| N. |                     | Ruolo | Calciatore       |
| -- | ------------------- | ----- | ---------------- |
| 1  | Germania (bandiera) | P     | Frank Böse       |
| 2  | Germania (bandiera) | C     | Jan-Uwe Gundel   |
| 4  | Turchia (bandiera)  | D     | Serkan Rinal     |
| 5  | Germania (bandiera) | D     | Kai Achilles     |
| 7  | Turchia (bandiera)  | C     | Ramazan Yildirim |
| 8  | Germania (bandiera) | D     | Wilken Harf      |
| 9  | Germania (bandiera) | A     | Daniel Bärwolf   |
| 13 | Germania (bandiera) | C     | Michael Spies    |
| 14 | Germania (bandiera) | C     | Markus Kullig    |
| 15 | Germania (bandiera) | C     | Michael Hopp     |

| N. |                          | Ruolo | Calciatore        |
| -- | ------------------------ | ----- | ----------------- |
| 16 | Germania (bandiera)      | A     | Dennis Kruppke    |
| 18 | Croazia (bandiera)       | C     | Darko Novacic     |
| 20 | Germania (bandiera)      | P     | Raphael Schäfer   |
| 22 | Germania (bandiera)      | D     | Ibrahim Türkmen   |
|    | Lituania (bandiera)      | D     | Romas Mažeikis    |
|    | Germania (bandiera)      | D     | Marko Riegel      |
|    | Nuova Zelanda (bandiera) | C     | Mark Burton       |
|    | Germania (bandiera)      | C     | Andreas Wieczorek |
|    | Germania (bandiera)      | A     | Oliver Hirschlein |

## Organigramma societario
Area tecnica
- Allenatore: Uwe Erkenbrecher
- Allenatore in seconda:
- Preparatore dei portieri:
- Preparatori atletici:
- Analisi video:

## Calciomercato

### Sessione estiva
| Acquisti | Acquisti          | Acquisti      | Acquisti |
| R.       | Nome              | da            | Modalità |
| -------- | ----------------- | ------------- | -------- |
| D        | Kai Achilles      | Kickers Emden |          |
| C        | Mark Burton       | Kickers Emden |          |
| C        | Michael Spies     | Unterhaching  |          |
| D        | Ibrahim Türkmen   | Eskişehirspor |          |
| C        | Andreas Wieczorek | SG Betzdorf   |          |

| Cessioni | Cessioni          | Cessioni      | Cessioni |
| R.       | Nome              | a             | Modalità |
| -------- | ----------------- | ------------- | -------- |
| C        | Dirk Bremser      | Holstein Kiel |          |
| D        | Bernd Heemsoth    | Oldenburg     |          |
| C        | Oliver Schweißing | Cloppenburg   |          |
| C        | Holger Wehlage    | St. Pauli     |          |

### Sessione invernale
| Acquisti | Acquisti | Acquisti | Acquisti |
| R.       | Nome     | da       | Modalità |
| -------- | -------- | -------- | -------- |

| Cessioni | Cessioni        | Cessioni     | Cessioni |
| R.       | Nome            | a            | Modalità |
| -------- | --------------- | ------------ | -------- |
| A        | Mike Möllensiep | TSV Pansdorf |          |
| D        | Sven Tramm      | Hoisdorf     |          |

## Risultati

### Regionalliga nord

#### Girone di andata
| 31 luglio 1999, ore 14:30 CEST 1ª giornata | Norderstedt | 3 – 2 | Lubecca |  |

| 11 agosto 1999, ore 19:00 CEST 2ª giornata | Lubecca | 3 – 0 | Amburgo II |  |

| 15 agosto 1999, ore 18:00 CEST 3ª giornata | Holstein Kiel | 2 – 0 | Lubecca |  |

| 22 agosto 1999, ore 15:00 CEST 4ª giornata | Lubecca | 4 – 3 | Werder Brema II |  |

| 28 agosto 1999, ore 14:00 CEST 5ª giornata | Cloppenburg | 1 – 7 | Lubecca |  |

| 5 settembre 1999, ore 15:00 CEST 6ª giornata | Lubecca | 1 – 0 | Lüneburger |  |

| 12 settembre 1999, ore 15:00 CEST 7ª giornata | Lubecca | 2 – 0 | Oldenburg |  |

| 17 settembre 1999, ore 20:00 CEST 8ª giornata | Wilhelmshaven | 1 – 1 | Lubecca |  |

| 26 settembre 1999, ore 15:00 CEST 9ª giornata | Lubecca | 4 – 2 | Eintracht Nordhorn |  |

| 3 ottobre 1999, ore 15:00 CEST 10ª giornata | St. Pauli II | 3 – 1 | Lubecca |  |

| 10 ottobre 1999, ore 15:00 CEST 11ª giornata | Lubecca | 5 – 0 | TuS Celle |  |

| 16 ottobre 1999, ore 14:30 CEST 12ª giornata | Eintracht Braunschweig | 2 – 2 | Lubecca |  |

| 24 ottobre 1999, ore 15:00 CEST 13ª giornata | Lubecca | 2 – 1 | Arminia Hannover |  |

| 30 ottobre 1999, ore 14:30 CEST 14ª giornata | Göttingen | 0 – 0 | Lubecca |  |

| 6 novembre 1999, ore 14:30 CET 15ª giornata | Lubecca | 0 – 1 | Osnabrück |  |

| 13 novembre 1999, ore 14:30 CET 16ª giornata | Meppen | 0 – 0 | Lubecca |  |

| 21 novembre 1999, ore 14:00 CET 17ª giornata | Lubecca | 3 – 0 | Bremerhaven FC |  |

#### Girone di ritorno
| 28 novembre 1999, ore 14:00 CET 18ª giornata | Lubecca | 4 – 1 | Norderstedt |  |

| 30 gennaio 2000, ore 14:00 CET 19ª giornata | Amburgo II | 0 – 4 | Lubecca |  |

| 12 dicembre 1999, ore 14:00 CET 20ª giornata | Lubecca | 3 – 1 | Holstein Kiel |  |

| 6 febbraio 2000, ore 15:00 CET 21ª giornata | Werder Brema II | 0 – 2 | Lubecca |  |

| 13 febbraio 2000, ore 15:00 CET 22ª giornata | Lubecca | 4 – 1 | Cloppenburg |  |

| 19 febbraio 2000, ore 14:30 CET 23ª giornata | Lüneburger | 0 – 0 | Lubecca |  |

| 27 febbraio 2000, ore 14:00 CET 24ª giornata | Oldenburg | 2 – 5 | Lubecca |  |

| 5 marzo 2000, ore 15:00 CET 25ª giornata | Lubecca | 0 – 3 | Wilhelmshaven |  |

| 12 marzo 2000, ore 15:00 CET 26ª giornata | Eintracht Nordhorn | 1 – 2 | Lubecca |  |

| 19 marzo 2000, ore 15:00 CET 27ª giornata | Lubecca | 2 – 1 | St. Pauli II |  |

| 25 marzo 2000, ore 14:30 CET 28ª giornata | TuS Celle | 3 – 2 | Lubecca |  |

| 1º aprile 2000, ore 14:30 CEST 29ª giornata | Lubecca | 1 – 1 | Eintracht Braunschweig |  |

| 15 aprile 2000, ore 14:00 CEST 30ª giornata | Arminia Hannover | 1 – 2 | Lubecca |  |

| 30 aprile 2000, ore 15:00 CEST 31ª giornata | Lubecca | 0 – 0 | Göttingen |  |

| 5 maggio 2000, ore 20:00 CEST 32ª giornata | Osnabrück | 0 – 2 | Lubecca |  |

| 14 maggio 2000, ore 15:00 CEST 33ª giornata | Lubecca | 3 – 0 | Meppen |  |

| 20 maggio 2000, ore 14:00 CEST 34ª giornata | Bremerhaven FC | 0 – 1 | Lubecca |  |

### Coppa di Germania
| Arbitro: | Zerr |

|  |           |                 |
|  | Marcatori | 24’ Milovanovic |

## Statistiche

### Statistiche di squadra
| Competizione      | Punti | In casa | In casa | In casa | In casa | In casa | In casa | In trasferta | In trasferta | In trasferta | In trasferta | In trasferta | In trasferta | Totale | Totale | Totale | Totale | Totale | Totale | DR  |
| Competizione      | Punti | G       | V       | N       | P       | Gf      | Gs      | G            | V            | N            | P            | Gf           | Gs           | G      | V      | N      | P      | Gf     | Gs     | DR  |
| ----------------- | ----- | ------- | ------- | ------- | ------- | ------- | ------- | ------------ | ------------ | ------------ | ------------ | ------------ | ------------ | ------ | ------ | ------ | ------ | ------ | ------ | --- |
| Regionalliga nord | 70    | 17      | 13      | 2       | 2       | 41      | 15      | 17           | 8            | 5            | 4            | 33           | 19           | 34     | 21     | 7      | 6      | 74     | 34     | +40 |
| Coppa di Germania | -     | 1       | 0       | 0       | 1       | 0       | 1       | 0            | 0            | 0            | 0            | 0            | 0            | 1      | 0      | 0      | 1      | 0      | 1      | -1  |
| Totale            | 70    | 18      | 13      | 2       | 3       | 41      | 16      | 17           | 8            | 5            | 4            | 33           | 19           | 35     | 21     | 7      | 7      | 74     | 35     | +39 |

### Andamento in campionato
| Giornata  | 1  | 2 | 3  | 4 | 5 | 6 | 7 | 8 | 9 | 10 | 11 | 12 | 13 | 14 | 15 | 16 | 17 | 18 | 19 | 20 | 21 | 22 | 23 | 24 | 25 | 26 | 27 | 28 | 29 | 30 | 31 | 32 | 33 | 34 |
| --------- | -- | - | -- | - | - | - | - | - | - | -- | -- | -- | -- | -- | -- | -- | -- | -- | -- | -- | -- | -- | -- | -- | -- | -- | -- | -- | -- | -- | -- | -- | -- | -- |
| Luogo     | T  | C | T  | C | T | C | C | T | C | T  | C  | T  | C  | T  | C  | T  | C  | C  | T  | C  | T  | C  | T  | T  | C  | T  | C  | T  | C  | T  | C  | T  | C  | T  |
| Risultato | P  | V | P  | V | V | V | V | N | V | P  | V  | N  | V  | N  | P  | N  | V  | V  | V  | V  | V  | V  | N  | V  | P  | V  | V  | P  | N  | V  | N  | V  | V  | V  |
| Posizione | 13 | 7 | 11 | 8 | 5 | 3 | 3 | 3 | 2 | 3  | 2  | 2  | 2  | 2  | 4  | 5  | 4  | 3  | 3  | 3  | 2  | 2  | 3  | 3  | 3  | 3  | 3  | 3  | 3  | 3  | 3  | 3  | 2  | 2  |

Legenda:

Luogo: C = Casa; T = Trasferta. Risultato: V = Vittoria; N = Pareggio; P = Sconfitta.

### Statistiche dei giocatori
| K. Achilles   | 1 | 0 | 0 | 0 |
| M. Burton     | 1 | 0 | 0 | 0 |
| D. Bärwolf    | 1 | 0 | 0 | 0 |
| F. Böse       | 0 | 0 | 0 | 0 |
| J. Gundel     | 1 | 0 | 0 | 0 |
| W. Harf       | 1 | 0 | 0 | 0 |
| O. Hirschlein | 1 | 0 | 1 | 0 |
| M. Hopp       | 0 | 0 | 0 | 0 |
| D. Kruppke    | 1 | 0 | 0 | 0 |
| M. Kullig     | 1 | 0 | 0 | 0 |
| R. Mažeikis   | 1 | 0 | 0 | 0 |
| D. Novacic    | 0 | 0 | 0 | 0 |
| M. Riegel     | 0 | 0 | 0 | 0 |
| S. Rinal      | 1 | 0 | 0 | 0 |
| R. Schäfer    | 1 | 0 | 0 | 0 |
| M. Spies      | 1 | 0 | 0 | 0 |
| I. Türkmen    | 1 | 0 | 0 | 0 |
| A. Wieczorek  | 1 | 0 | 0 | 0 |
| R. Yildirim   | 0 | 0 | 0 | 0 |